# Landingsvaartuig

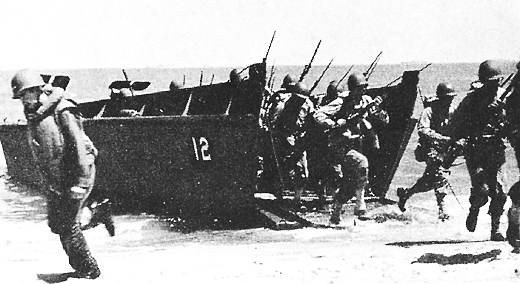
Landingsvaartuig

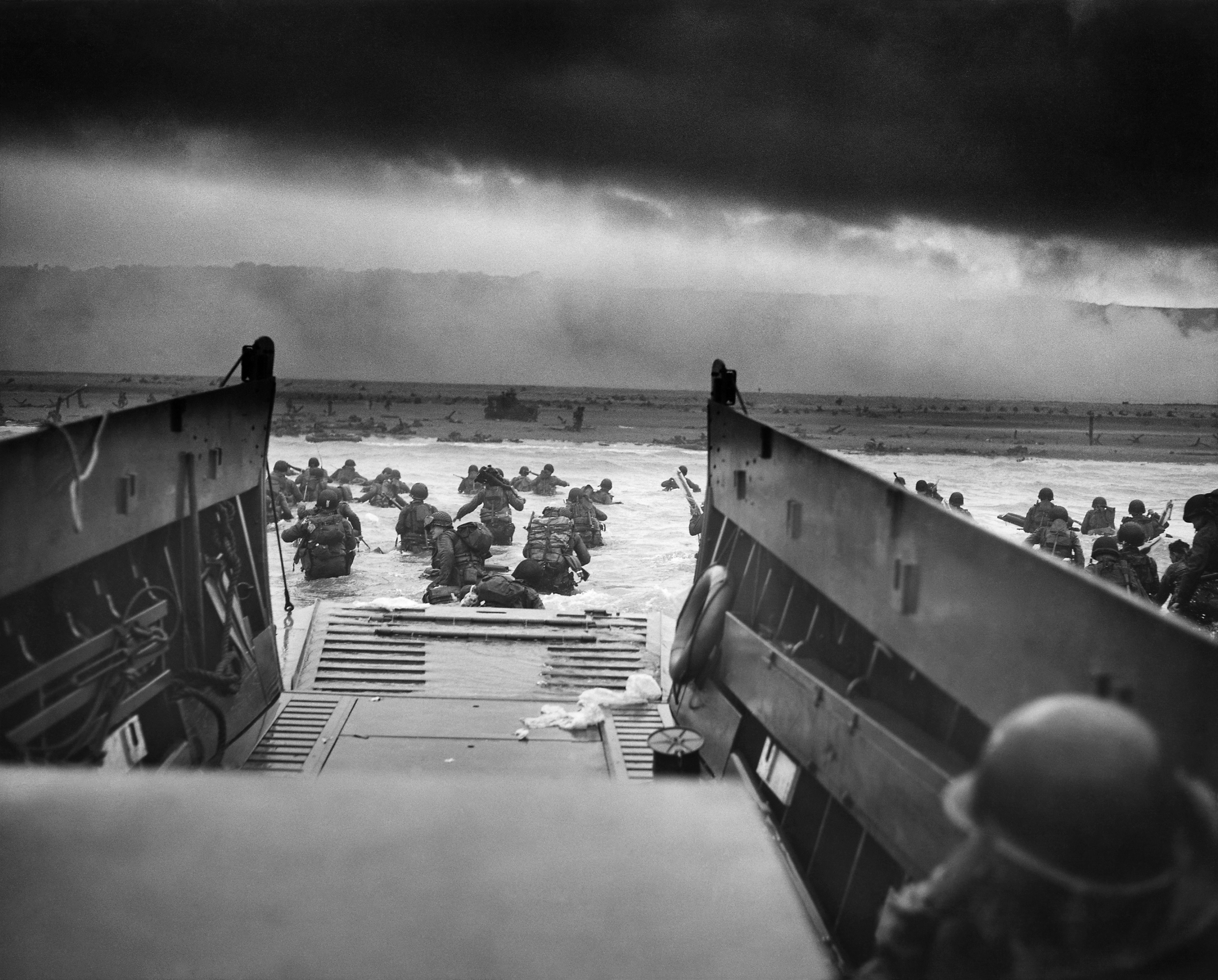
Amerikanen landen op Omaha Beach, 6 juni 1944.

Een landingsvaartuig is een klein vaartuig, bedoeld om materieel en personeel van transportschepen naar de wal te vervoeren, vaak als onderdeel van een amfibische landing.

## Beschrijving
Landingsvaartuigen zijn veelal open schepen. Ze zijn voorzien van een motor en kunnen op eigen kracht korte afstanden afleggen, meestal van schepen voor de kust naar het strand. De vaartuigen zijn redelijk rechthoekig met een vlakke bodem. De geringe diepgang en de vlakke bodem maken het zeer geschikt om het strand op te glijden. Een klep in de boeg wordt neergelaten waardoor de militairen snel het vaartuig kunnen verlaten. Kleine voertuigen kunnen ook worden meegevoerd en deze kunnen ook over de klep rijdend het vaartuig verlaten.

## Versies
Er zijn verschillende typen afhankelijk van het gebruik of de lading die wordt meegenomen.
- LCU (Landing Craft Utility) hebben een waterverplaatsing tot ruim 200 ton en geschikt voor het vervoer van tanks,
- LCVP (Landing Craft Vehicle and Personnel) van enkele tientallen tonnen voor het vervoer van troepen en lichte voertuigen,
- LCC (Landing Craft Control) voor commandovoering of als gids bij de landing.

LCU's worden vervoerd in het inwendige dok van gespecialiseerde transportschepen en LCVP's ook wel in davits.
Enkele marines kennen ook luchtkussenvaartuigen.
Het landingsvaartuig moet niet verward worden met het landingsschip (ook wel aangeduid met amfibisch transportschip). De vaartuigen kunnen niet over land rijden, hiervoor is het amfibievoertuig ontwikkeld zoals de DUKW.

## Memorabele landingsvaartuigen
LCC 60 was het eerste Amerikaanse landingsvaartuig bij de landing op D-day op Utah Beach onder commando van de Amerikaanse luitenant Howard Vander Beek, zoon van een Nederlandse immigrant. De vlag die op deze dag werd gevoerd werd in 2016 aangekocht door de Nederlandse kunstverzamelaar Bert Kreuk die de vlag in bruikleen gaf aan het Nationaal Militair Museum.